# Chlorocebus djamdjamensis
Chlorocebus djamdjamensis é um Macaco do Velho Mundo endêmico da Etiópia, achado em florestas de bambu nas Montanhas Bale. Foi originalmente descrito como subespécie de Chlorocebus aethiops.